# Accidente ferroviario de Paddington de 1999
El accidente ferroviario de Ladbroke Grove fue un accidente ferroviario que tuvo lugar el 5 de octubre de 1999 en Ladbroke Grove, Londres, Inglaterra en la que fallecieron 31 personas y otras 417 resultaron heridas a causa de un choque de trenes por un fallo en la señalización convirtiéndose en el peor desastre de los ferrocarriles británicos. Este incidente provocó que la opinión pública desconfiara en el sistema británico de ferrocarriles. 
Lord Cullen, abrió una investigación para esclarecer lo sucedido. El choque entre los trenes procedentes de la estación de Paddington y Southall reabrieron el debate sobre la utilidad del AWS (Automatic Warning System), pues este sistema no detiene el tren. 

## Secuencia de hechos
A las 7:30 del 5 de octubre de 1999, un tren de pasajeros de alta velocidad propulsado por diésel cubría un trayecto de rutina hacia la estación de Paddington, este mismo operado por la compañía First conducido por el experimentado maquinista Brian Cooper, con 30 años de experiencia podía con el compromiso de conducir el tren con 8 carros y 421 pasajeros en un trayecto de Strout a Londres Capital con 140 km de distancia.
Mientras tanto en Londres Capital, a esa misma hora, el horario pico había comenzado por lo que otro conductor también se preparaba para iniciar la marcha hacia el destino, siendo el maquinista recién graduado Michael Hodder quien tomaría el mando del tren turbo de la línea Thames (un tren de cercanías) con 3 carros de igual forma a propulsión diésel con destino a Bedwin Wittshire con 147 pasajeros a bordo.
Para dicho momento el tren de alta velocidad hacia una última parada programada en la estación de Redding, que quedaba a 56 km de Londres Capital igual por hora pico algunos pasajeros que ingresaron quedaron de pie en el carro.
Para las 8:06  el tren de la línea Thames recibió luz verde para arrancar e iniciar el trayecto mismo que al principio debía franquear y cruzar varias vías antes de llegar a la correcta que lo enfilaría a su destino programado todo esto ocurriendo en 5 min. considerando que en ese momento había 50 trenes entrando y saliendo de la misma estación a cada hora, todo esto controlado por el puesto central de control modernizado en Slaugh viendo como el tren de First, de alta velocidad y el Thames turbo avanzaban sin problema alguno, pero para ese momento el tren de alta velocidad ya estaba a 5 minutos de paddington con 120 km/h de impulso en eso a las 8:08 el tren de la línea Thames ya tenía 2 km de trayecto de su viaje planificado y para ese momento ya había cruzado una vía pero estaba a punto de pasar a otra más, así el tren de alta velocidad ya solo estaba a 4 minutos de Paddington pero el tren de la línea Thames ya comenzó a acelerar a 65 km/h sin tomar en cuenta que el maquinista de este ignoro un semáforo en rojo, pero los operadores del puesto central de control no le tomaron importancia en ese momento, puesto que era una anomalía frecuente en la cual el conductor reducía velocidad al darse cuenta de ello (siempre y cuando el segmento de vía este libre para maniobrar de manera segura) mientras que en este caso no lo hizo el maquinista poniendo al tren Thames en la misma vía donde el tren de alta velocidad iba corriendo debido al uso de un cambio de vía que se activo en el momento incorrecto, justo en ese instante en algún punto kilométrico intermedio se originó el impacto de aproximadamente 200 km/h con ambos trenes mismos que se prensaron entre ellos dejando parte del conjunto volcado y destruido entre fierros retorcidos, para empeorar la situación testigos afirman haber escuchado una primera explosión que generó una bola de fuego pero una segunda se generó en uno de los carros volcados e incluso con llamas a punto de alcanzar otros carros si la situación se salía de control, más de lo que ya estaba.

## Reacciones inmediatas por el siniestro
Momentos después algunos empleados de un supermercado cercano al punto de la colisión escucharon el estruendo del impacto y al ver la magnitud corrieron a salvar a los pasajeros de manera improvisada y acelerada para ello los mismos improvisaron un pequeño punto de socorro en la cafetería del lugar así mismo tomaron de la misma tienda artículos de primeros auxilios entre gasas, alcohol, y demás insumos sanitarios farmacéuticos para brindar la mayor cantidad de ayuda posible hasta el arribo de los servicios de emergencia al lugar del accidente.
Los testigos y víctimas también socorrieron a sus semejantes para tratar de salvar el mayor de número posible de personas accidentadas con vida pero aun con todos los esfuerzos de rescate entre voluntarios desinteresados, víctimas que aun podían con su movilidad y cuerpos de emergencia tanto bomberos como policía y rescate médico, las llamadas bolas de fuego generaron un incendio que rápidamente consumía parte de ambos trenes por lo que se actuaba contrarreloj para evitar un mayor número de decesos y/o heridos.
El accidente tuvo como saldo fatal 31 personas fallecidas (incluyendo ambos maquinistas) y 520 heridas con todo tipo de lesiones ortopédicas, dermatológicas, respiratorias entre otras. Siendo asimismo el mayor accidente ferroviario que involucró un incendio de proporciones catastróficas en el Reino Unido.

## Causas del accidente
Al momento de la investigación se descubrieron las siguientes causas que originaron tanto la colisión como el posterior incendio:
- Debido a la fuerza del impacto los tanques de combustible de ambos trenes colapsaron expulsando a presión el contenido de los mismos causando una vaporización del diésel saliente de los ya destruidos depósitos, esto aunado al daño que recibió la línea electrificada de 25 kv por el choque creó un terreno que ocasionó la reacción en cadena ya que los cables destruidos ocasionaron algunas chispas que prendieron los vapores del diésel generando las ya comentadas bolas de fuego que incendiaron algunos de los carros involucrados y amenazaban con expandirse al resto del tren junto con sus interiores debido a la ya mencionada vaporización al encontrar otro de los tanques cerca de uno de los carros con las ventanas rotas indicando que ese tanque también filtro parte de sus vapores al interior de uno de los carros volcados.
- El tren de la línea Thames había ignorado una señal en rojo instantes antes del fatídico suceso, en un principio se pensó que era un fallo mecánico del tren, así se descubrió que este mismo material rodante iba equipado con un sistema de seguridad que preveía un paro seguro ante la falla de que el conductor ignorase la señal en rojo activando los frenos, para llegar a esta conclusión la caja negra del tren fue llevada a Italia para poder entender la telemetria antes del fatal suceso centrando su atención en el tren thames pero aun con los datos revisados los sistemas de frenado relacionados habían funcionado correctamente pero fue demasiado tarde ya que se activaron en plena vista frontal antes del impacto.
- Adicional al punto anterior se descubrió un fallo de seguridad en el sistema de protección del tren puesto que solo fue diseñado para indicar la presencia de alguna señal de tráfico ferroviario más no estaba disponible para distinguir si la misma estaba en rojo o en amarillo quedando solo a criterio del maquinista el poder parar o continuar la marcha, se comprobó que no había nada anormal, pero todo comenzó a tomar forma hasta descubrir que en algún punto kilométrico de la línea justo donde se ubicaba el semáforo SN109, el maquinista fue alertado con antelación pero este respondió ignorando la señal con la función de reinicio de la misma pensando que el semáforo estaba en color amarillo cuando en realidad estaba en color rojo por lo cual debió haber detenido el conjunto automotor ferroviario.
- El conductor del tren Thames no solo ignoró la señal de paro en rojo sino que activó el acelerador del tren a mayor velocidad, pero al investigar se había llegado a rumorear que fue un suicidio o incluso hecho a propósito pero al avanzar la investigación se descubrió que no era así, que él estaba en condiciones normales como empleado activo y que estaba en una situación familiar estable lo que dejó de nuevo la incógnita de por qué la señal SN109 fue ignorada por el conductor ahora si por mero accidente y error humano lo que llevaría al sig. punto.
- Se descubrió que esa misma señal era un semáforo con una forma distinta a la acostumbrada (en el rango de operación de las líneas férreas británicas los semáforos tienen una disposición vertical con 4 luces de verde arriba, pasando por amarillo hasta llegar al rojo en la parte de abajo, situación que ese semáforo tenía una forma de "L") lo que causó que el semáforo en ciertas condiciones climáticas o según la hora del día fuera difícil de avistar, además que la misma estaba en una zona de 9 vías donde las mismas estaban abarrotadas y llenas tanto de señales como de pórticos de soporte para línea eléctrica de 25 kv. aunado a esto se conoce un fenómeno llamado "Luz Fantasma" generando a su vez por las condiciones de la luz solar una distorsión que confundió al maquinista haciéndole creer que la luz estaba en amarillo en lugar del color rojo.
- De igual forma se investigó la participación del Puesto Central de Control de la línea y de la estación por lo que se determinó que esa colisión pudo haberse evitado, pues el mismo puesto central de control estaba equipado con la posibilidad de enviar un mensaje de alto al mismo maquinista además de poder cambiar las señalizaciones al tener el control total y la autoridad para hacerlo, pero también se descubrió que se tenía un retraso contundente que determinó el desenlace del siniestro este retraso consistió en que los operadores del puesto central de control de la línea no tenían la experiencia suficiente para operar los mensajes hacia los trenes dentro del rango de distancia de las mismas vías de la zona además de que no se determinó quien envió un mensaje de paro inmediato del tren pero este no fue realmente visto por el maquinista por lo que el tren no se detuvo pero también se descubrió que otro semáforo esta vez en la ruta del tren de alta velocidad denominado SN120 que se encontraba en su recorrido si se hubiese puesto en rojo desde el puesto central de control hubiese habido oportunidad de salvar ese número de vida pero esto significaba que los operarios de ese centro debían hacerlo en segundos considerando que ese tren iba a 120 km/h, pero pasaron 18 segundos hasta que la señal mencionada fuese cambiada a rojo por lo que fue demasiado tarde perdiendo la oportunidad de parar el tren de alta velocidad. De manera definitiva, con estos descuidos ambos trenes tenían sellado su destino para colisionar.

## Consecuencias
Fueron varias las consecuencias de este siniestro.
- Annete Worrail, la operadora del semáforo SN109, se le sentencio a pagar una multa de 4 millones de libras por negligencia.
- La operadora del servicio (Thames Lines) se le impuso una multa de 2 millones de libras, por no brindarle al maquinista del tren turbo la formación adecuada para poder entender la función correcta del semáforo SN109 (no se le encontró responsable al maquinista del mencionado tren turbo debido a que se descubrió que la señalización acústica para el rojo era similar para el verde además de que la luz solar en esa hora del día dificultó su visualización correcta por lo cual el fallecido maquinista Mikel Hoddard quedó absuelto de los cargos).
- De igual forma Network Rail, propietaria del derecho de vía se vio obligada a cambiar el semáforo SN109 por uno con un diseño mejorado que permite su fácil visualización aun en condiciones como las del día del accidente esto para eficientar la labor del maquinista en pro de evitar otra tragedia de este tipo.
- Asimismo los trenes de esta ruta ya se les incorporó un sistema mejorado de protección de trenes ATP que cuenta con una mejora importante la cual es que si el maquinista ignora una señal en rojo el tren parara automáticamente independientemente de la reacción pronta, tardía o nula del mismo.